# سفياتوسلاف زابلين
سفياتوسلاف زابلين (مواليد 23 سبتمبر 1950 في موسكو، روسيا) هو ناشط بيئي روسي، و مؤسس شبكة بيئة الاتحاد الاجتماعي-الإيكولوجي. حصل على جائزة جولدمان للبيئة في عام 1993. 